# Rue Gouthière
La rue Gouthière est une voie du 13e arrondissement de Paris, en France.

## Situation et accès
La rue Gouthière est une voie publique située dans le 13e arrondissement de Paris. Elle débute au 63, boulevard Kellermann et se termine avenue Caffieri. Elle doit son nom à Pierre Gouthière, ciseleur français du XVIIIe siècle.

## Origine du nom

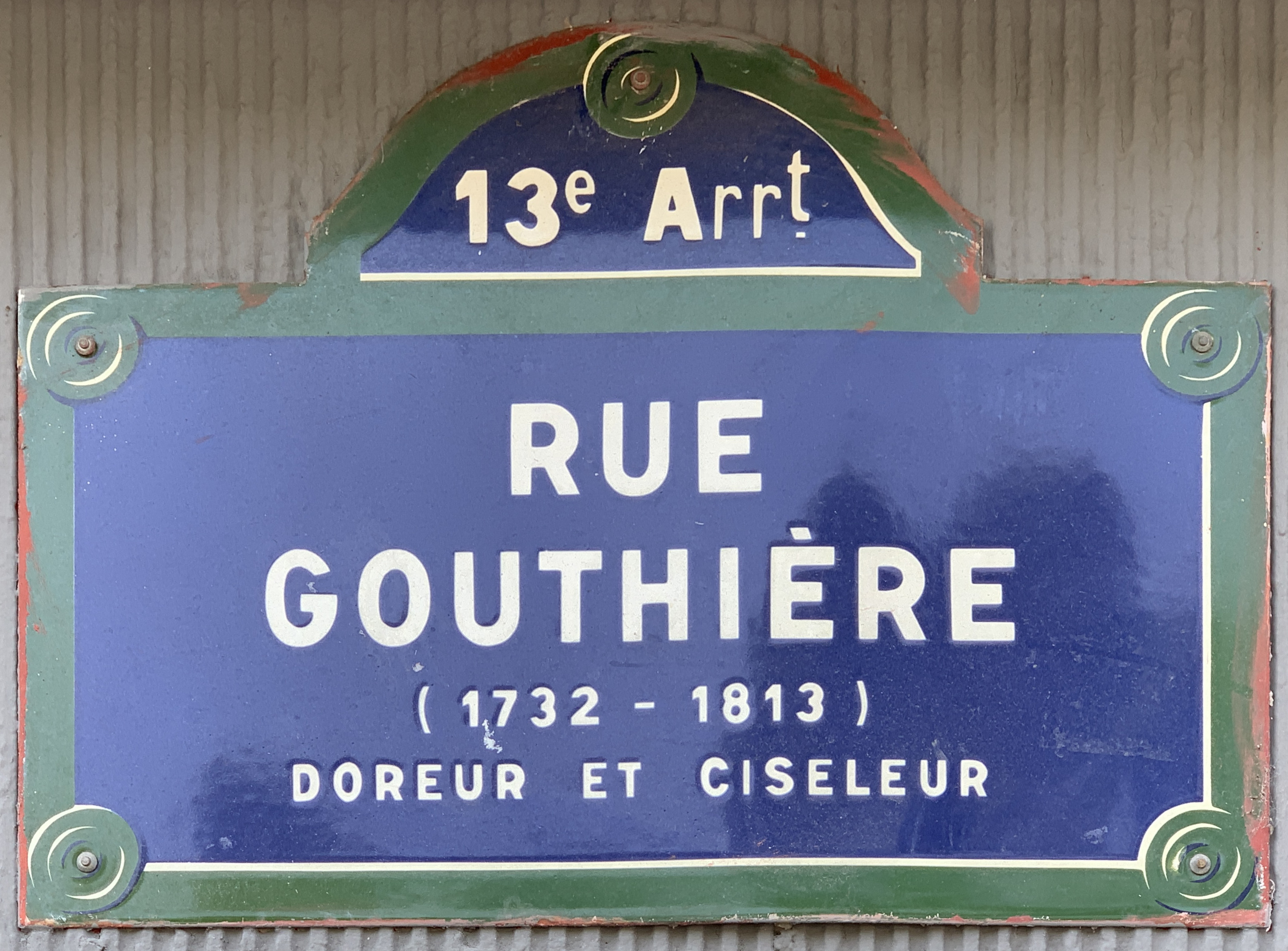
Plaque de la rue.

Elle porte le nom du ciseleur-doreur français Pierre Gouthière (1732-1813).

## Historique
Cette rue est ouverte, et prend sa dénomination actuelle, en 1933 sur l'emplacement du bastion no 85 de l'enceinte de Thiers.